# داستان علف‌های شناور
داستان علف‌های شناور (انگلیسی: A Story of Floating Weeds) فیلمی صامت به کارگردانی یاسوجیرو اوزو است که در سال ۱۹۳۴ به نمایش درآمد. اوزو بعدتر این فیلم را رنگی با نام علف‌های شناور در سال ۱۹۵۹ بازسازی کرد. از بازیگران آن می‌توان به چیشو ریو اشاره نمود.

## داستان
فیلم با ورود یک گروه دوره‌گرد کابوکی به شهری ساحلی در ناحیه‌ای روستایی آغاز می‌شود. کی‌هاچی ایچیکاوا (تاکشی ساکاموتو)، سرپرست گروه، بازیگری بسیار محبوب است. او زمانی را به دیدار معشوقهٔ پیشین خود، اوتسونه (چوکو ایدا) اختصاص می‌دهد؛ زنی که سال‌ها پیش با او پسری داشت. پسرشان، شین‌کیچی، که اکنون دانشجو است، نمی‌داند کی‌هاچی پدرش است و او را عموی خود می‌پندارد. کی‌هاچی و شین‌کیچی یک بعدازظهر خوب را کنار رودخانه‌ای نزدیک صرف ماهی‌گیری از نوع دیس می‌کنند.
وقتی تور اجرایی گروه به‌دلیل بارندگی‌های مداوم در منطقه به تعویق می‌افتد، یکی از اعضای گروه بی‌خبر رازی را فاش می‌کند: اینکه کی‌هاچی هر روز با زنی دیدار می‌کند. اوتاکا (ریئکو یاگومو)، یکی از بازیگران گروه و معشوقهٔ فعلی کی‌هاچی، تصمیم می‌گیرد به‌همراه بازیگر دیگری به نام اوتوکی (یوشیکو تسوبوچی) به مهمانخانهٔ اوتسونه برود. کی‌هاچی خشمگین می‌شود، به اوتاکا هشدار می‌دهد که دیگر نباید مزاحم مادر و پسر شود، و رابطه‌اش را با او قطع می‌کند.
برای انتقام از اوتسونه و کی‌هاچی، اوتاکا به اوتوکی پیشنهاد می‌دهد که شین‌کیچی را اغوا کند و در ازای این کار پولی به او می‌دهد. روزی اوتوکی کنار درختی در جاده منتظر شین‌کیچی می‌ماند و از او می‌خواهد بعد از نمایش همان‌جا ملاقات کنند. شین‌کیچی می‌پذیرد و رابطه‌ای پنهانی میان آن دو شکل می‌گیرد.
با گذشت زمان، اوتوکی درمی‌یابد که عاشق شین‌کیچی شده است. او به شین‌کیچی می‌گوید که فراموشش کند، چون تنها یک بازیگر دوره‌گرد است. کی‌هاچی از این رابطه باخبر می‌شود، اوتوکی را رویارو کرده و او را سیلی می‌زند و از او می‌پرسد چه می‌خواهد. اوتوکی نقشهٔ اوتاکا را فاش می‌کند، اما می‌گوید اکنون واقعاً عاشق شین‌کیچی شده و این کار را به‌خاطر پول انجام نمی‌دهد. کی‌هاچی سپس اوتاکا را کتک می‌زند، اما درمی‌یابد که دیگر کنترلی بر این ماجرا ندارد.
کی‌هاچی تصمیم می‌گیرد گروه را منحل کند و همهٔ لباس‌ها و وسایل نمایشی را می‌فروشد. گروه کابوکی یک شب دیگر را با هم می‌گذرانند. کی‌هاچی نزد اوتسونه می‌رود و او را از پایان کار گروه باخبر می‌کند. اوتسونه از او می‌خواهد برای همیشه نزد او بماند و آن‌ها تصمیم می‌گیرند حقیقت پدر بودن کی‌هاچی را به شین‌کیچی بگویند. شین‌کیچی و اوتوکی بازمی‌گردند، اما کی‌هاچی پس از آنکه اوتوکی را چند بار می‌زند، با شین‌کیچی به‌شدت درگیر می‌شود.
در این هنگام، اوتسونه به شین‌کیچی می‌گوید که کی‌هاچی پدرش است، اما شین‌کیچی حاضر نیست او را به‌عنوان پدر بپذیرد چون آن‌ها را ترک کرده بود. اوتسونه استدلال می‌کند که کی‌هاچی نمی‌خواهد پسرش نیز به سرنوشت یک بازیگر دوره‌گرد دچار شود. شین‌کیچی ناراحت به اتاقش می‌رود. کی‌هاچی تصمیم می‌گیرد یک گروه نمایشی جدید تشکیل دهد، چون می‌داند نمی‌تواند بماند. اوتوکی از او می‌خواهد که همراهش برود، اما کی‌هاچی او را به اوتسونه می‌سپارد و از او می‌خواهد به پسرش کمک کند تا مرد بزرگی شود.
شین‌کیچی پایین می‌آید تا پدرش را پیدا کند، اما او رفته است. در ایستگاه راه‌آهن، کی‌هاچی با اوتاکا روبه‌رو می‌شود که برایش کبریت روشن می‌کند. او از اوتاکا دعوت می‌کند که در کامی‌سُوا با او گروه جدیدی تشکیل دهد. اوتاکا می‌رود تا یک بلیت اضافی بخرد و همراه او شود. فیلم با نمایی از قطاری که به‌سوی کامی‌سُوا در حرکت است به پایان می‌رسد.